# Млех
Млех(вірм. Մլեհ) (до 1120 — 15 травня 1175, Сіс) — вірменський князь із династії Рубенідів, сьомий інкнакал (володар) Вірменської Кілікії і тагавор айоц (король вірменський).

## Життєпис
Млех народився орієнтовно до 1120 року. Був сином загиблого у візантійському полоні Левона I, та братом шостого правителя Кілікії Тороса II. Після смерті останнього трон мав успадкувати його неповнолітній син Рубен II. Однак Млех, узурпувавши права законного спадкоємця, змусив визнати себе наступником свого брата. Буквально одразу після смерті свого тестя Тороса князь Хетум III розірвав шлюб, укладений свого часу для зміцнення перемир'я між двома династіями. Одразу після цього Млех безуспішно намагався штурмом узяти родовий замок Хетумідів — Ламброн.
Так і не змусивши підкоритись Хетумідів, Млех, прагнучи забезпечити незалежність Кілікії, цілком змінив напрям у зовнішній політиці. Жадаючи повної незалежності, прагнучи убезпечити Кілікію від впливу та зазіхань греків і латинян, Млех пішов на ризикований крок, уклавши союз із мусульманським правителем Нур ад-Діном. Перенісши столицю в Сіс, Млех за допомогою нового союзника відбив напад франків і, розбивши візантійську армію, вигнав останніх з рівнинної Кілікії.
За рік, 1175, в результаті змови вірменських князів Млеха було вбито.

## Оцінка діяльності
Оцінка діяльності Млеха не є однозначною. Арабські історики того часу вихваляли політику Млеха, проте християнські, зокрема вірменські історики, різко критикували його за союз із мусульманським правителем, помилково звинувачуючи вірменського князя у зраді вірі, вони навмисне не приділяють уваги діяльності вірменського князя, описуючи тільки його жорстокість. Нині можна зустріти твердження про можливе прийняття Млехом ісламу. Однак воно не відповідає дійсності. Насправді вірність вченням вірменської церкви підтверджується його роллю в суперечках навколо кандидатури наступника Нерсеса Шноралі, померлого 1173 року. Саме він наполіг на тому, щоб католикосом був обраний Григорій Отрок (Тга). Грецькі й латинські автори називали Млеха «сарацином» та «ренегатом». Ненависть авторів пояснюється жорсткою позицією вірменського князя стосовно до них. Прагнучи зробити свої володіння якомога більш незалежними, Млех вигнав тамплієрів з їхніх володінь на півдні Аманського хребта, а також не допускав проходу іноземних армій через свої території. В результаті політики, яку проводив вірменський князь, латиняни намагались обходити його території стороною, через володіння сельджуків.

## Родина
- Ім'я його дружини невідоме, відомо лише те, що вона була дочкою Васіла з Каркара та сестрою католикоса Григорія[2].
  - Позашлюбний син Григор (? — 28/27 січня 1209/1210)[2]